# Barón Rojo
Barón Rojo (исп. "barón rojo" - "красный барон") — рок-группа из Испании. Команда получила своё название в честь лучшего аса Первой мировой войны Манфреда фон Рихтгофена, известного по прозвищу Красный Барон.
Группа была создана четырьмя музыкантами: братьями Армандо и Карлосом де Кастро, Хосе Луисом Кампусано (также известного как Sherpa) и Эрмесом Калабрией. Братья де Кастро были участниками группы Coz до 1980 года, когда внутри коллектива испортились отношения и команда раскололась на две части. Именно тогда Армандо и Карлос вместе с вокалистом и басистом Хосе Луисом Кампусано и уругвайским барабанщиком Эрмесом Калабрией основали Barón Rojo.

## История
В 1981 году группа выпускает дебютный альбом "Larga Vida al Rock'n Roll", а его заглавная песня "Con Botas Sucias" вышла также на сингле. Оба релиза выпущены лейблом "Chapa". Первая работа команды была посвящена убитому годом ранее Джону Леннону.

## Состав
- Армандо де Кастро - вокал, гитара
- Карлос де Кастро - бэк-вокал, гитара
- Горка Алегре - бас
- Рафа Диас - барабаны

### Бывшие участники
- Хосе Луис Кампусано "Sherpa" (1980-1989) - вокал, бас
- Эрмес Калабрия (1980-1989) - барабаны
- Максимо Гонсалес (1991) - вокал
- Пепе Бао (1990-1991) - бас
- Хосе Антонио дель Ногаль Рамакхан (1991-1995) - барабаны
- Нико дель Йерро (1991-1992) - бас
- Хосе луис Арагон (1993-1995) - бас
- Валерьяно Родригес (1998-2005) - барабаны
- Анхель Ариас (1995-2007) - бас
- Хосе Мартос (1996-1998, 2005-2007) - барабаны
- Тони Феррер (2007-2008) - бас

## Альбомы

### Студийные альбомы
- Larga vida al Rock And Roll (1981)
- Volumen brutal (1982)
- Metalmorfosis (1983)
- En un lugar de la marcha (1985)
- Tierra de nadie (1987)
- No va más (1988)
- Obstinato (1989)
- Desafío (1992)
- Arma secreta (1997)
- 20+ (2001)
- Perversiones (2003)
- Ultimasmentes (2006)

### Концертные альбомы
- Barón al rojo vivo (1984)
- Siempre estáis allí (1986)
- Barón en Aqualung (2002)
- Desde Barón a Bilbao (2007)
- En Clave de Rock (2009)

### Компиляции
- Larga vida al Barón (1995)
- Cueste lo que cueste (1999)
- Las aventuras del Barón (2006)

### DVD-релизы
- Barón en Divino (2002)
- El Rock de nuestra transición Barón - Obús - Asfalto (2004)
- Desde Barón a Bilbao (2007)